# Smederevski sandžak
Beogradski pašaluk je domaći kolokvijalni naziv za upravnu jedinicu Osmanskog Carstva u kojoj je izbio Prvi srpski ustanak, a čiji je javni naziv zapravo bio Smederevski sandžak. Među Turcima Osmanlijama Smederevski sandžak je također bio poznat i kao oblast Morava. Na osnovu današnjih procjena Smederevski sandžak je u trenutku izbijanja Prvog srpskog ustanka imao oko 400.000 stanovnika, od kojih su oko 40-50.000 bili muslimani. Zabuna u vezi službenog naziva Smederevskog sandžaka je jedan od velikih propusta srpske historiografije, a povijesno netočan naziv Beogradski pašaluk je kasnije našao put i do stranih povjesničara.
Smederevski sandžak osnovan je neposredno nakon pada Srpske despotovine (1459. godine). Nakon osmanskog osvajanja Beograda (1521. godine) uprava Smederevskog sandžaka je premještena u Beogradsku tvrđavu. Do 1541. godine Smederevski sandžak je bio u sastavu Rumelijskog, a od tada do kraja 17. stoljeća Budimskog beglerbegluka (poznatog i kao ejalet). Krajem 18. stoljeća Smederevski sandžak se dijelio u 12 nahija, koje će ostati do izbijanja Prvog srpskog ustanka: beogradsku, smederevsku, požarevačku, ćuprijsku, jagodinsku, kragujevačku, užičku, valjevsku, šabačku, rudničku, sokosku i boravičku.